# Manuel Araya
Manuel Enrique Araya Díaz (* 8. Mai 1948 in Santiago de Chile; † 4. Juli 1994 ebenda) war ein chilenischer Fußballspieler. Der Torwart absolvierte zwei Länderspiele für Chile und wurde auf Vereinsebene zweimal chilenischer Meister. 

## Karriere

### Verein
Manuel Araya, auch Loco genannt, begann seine Karriere 1968 beim CSD Colo-Colo und wurde als Stammtorwart Meister 1970. Bei der Copa Libertadores 1971 kam sein Team nicht über den zweiten Gruppenplatz hinaus und schied somit in der Gruppenphase aus. Nach Differenzen mit der Klubführung wechselte der exzentrische Torhüter zu Lota Schwager, wo er nach einem Platzverweis für acht Ligaspiele gesperrt wurde. 1973 ging Araya zum CD Palestino, bei dem ein erfolgreiches Team wuchs. Der Klub brachte in dieser Zeit Nationalspieler wie Manuel Rojas, Rodolfo Dubó oder Óscar Fabbiani hervor. Andere Nationalspieler wie Elías Figueroa waren bereits im Team der Arabes. 1975 und 1977 gewann Loco mit seinem Klub die Copa Chile, 1978 die chilenische Meisterschaft.
1981 ging Araya zu Naval, für das er vier Jahre lang das Trikot überzog. Seine letzte Profisaison verbrachte der Torwart erneut beim CD Palestino. Danach spielte er noch im Amateurbereich in Deutschland und den USA sowie in der Sportart Futsal.
1983 beendete Pinto nach mehreren Verletzungen seine Karriere. Am 4. Juli 1994 erschoss sich der frühere Nationalspieler mit einem Revolver.

### Nationalmannschaft
Manuel Araya absolvierte im Juni 1979 zwei Länderspiele für die Nationalmannschaft Chiles. Auch wenn er mehrmals zu Länderspielen nominiert wurde, kam der Torwart nur in den zwei Freundschaftsspielen gegen Ecuador zum Einsatz.

## Erfolge
Colo-Colo
- Primera División: 1970

Palestino
- Copa Chile: 1975, 1977
- Primera División: 1978